# Touché Amoré
Touché Amoré és un grup estatunidenc de post-hardcore de Los Angeles, format el 2007.

## Discografia

### Àlbums d'estudi
- ...To the Beat of a Dead Horse (2009, 6131)
- Parting the Sea Between Brightness and Me (2011, Deathwish Inc.)
- Is Survived By (2013, Deathwish Inc.)
- Stage Four (2016, Epitaph Records)
- Lament (2020, Epitaph Records)[2][3]
- Spiral in a Straight Line (Rise Records, 2024)[4]

### Ep i compartits
- Demo (2008, No Sleep)
- Searching for a Pulse/The Worth of the World (compartit amb La Dispute, 2010, No Sleep)
- Touché Amoré / Make Do and Mend (2010, 6131/Panic)
- Touché Amoré / The Casket Lottery (2012, No Sleep)[5]
- Touché Amoré / Pianos Become the Teeth (2013, Deathwish/Topshelf)
- Touché Amoré / Title Fight (2013, Sea Legs)[6]
- Self Love (compartit amb Self Defense Family, 2015, Deathwish)
- Covers Vol. 1 (2021)
- Touché Amoré / Circa Survive (2022, compartit amb Circa Survive)